# 1984 (boek)
1984 is een dystopische toekomstroman van de Britse schrijver George Orwell, grotendeels geschreven in de periode 1946-1948 en gepubliceerd in 1949, kort voor het overlijden van de auteur in 1950. Orwell presenteert in dit boek zijn visie op de westerse wereld anno 1984. Het is een waarschuwing tegen totalitaire regimes, zoals nazi-Duitsland dat net verslagen was en Stalins Sovjet-Unie. Orwell beschrijft een staat waarin de overheid elk aspect van het menselijk leven bewaakt en controleert. Het hoofdpersonage, de timide Winston Smith, poogt hiertegen te rebelleren, maar ondervindt dat de macht van de regering verder reikt dan hij zich had kunnen voorstellen. In de strijd tegen de Partij en Big Brother gaat de enkeling kansloos ten onder.
De roman speelt zich af in een sombere toekomst, waarover in de verleden tijd verteld wordt vanuit het perspectief van een alwetende verteller. Achter de roman is een appendix opgenomen over het door Orwell geïntroduceerd begrip Newspeak dat een belangrijke rol speelt bij de daarin beschreven politieke hersenspoeling, hoewel die term bij het schrijven en verschijnen ervan nog niet bestond. Orwell liep met deze fictie vooruit op de theorievorming in de politieke wetenschap over het fenomeen totalitarisme.

## Achtergrond
In de jaren dat Orwell in die tijd  als verslaggever in de verschillende oorlogen werkte, merkte hij met regelmaat op dat de pers soms een dubbele agenda had en gebeurtenissen verzon. In het voorwoord van zijn boek Animal Farm schreef hij over de persvrijheid in Engeland die sterk te wensen overliet, en waarschuwde hij voor de totalitaire tendensen die hij waarnam. Dat de linkse intellectuelen, bij uitstek de mensen die vrijheden zouden moeten bewaken, heulden met het totalitarisme van de Sovjet-Unie, waar de vrijheden juist onder vuur lagen, beangstigde hem. Het publiceren van Animal Farm, dat een kritische kijk heeft op de Sovjet-Unie, zou hem ook de nodige moeite hebben gekost.
1984 is een bittere satire op een politiek systeem dat een perfecte greep heeft op het doen en laten van de onderdanen. Het Eenpartijstelsel beheerst de ziel van de mens en dus het hele mechanisme van liefde en haat. De ideologie van deze partij heet Engsoc (Engels: "Ingsoc"). Hoewel deze oorspronkelijk een socialistisch ideaal nastreefde, is hiervan na de revolutie niets overgebleven. Hierbij zij opgemerkt dat zowel de bolsjewieken/stalinisten als de nazi's zichzelf (nationaal)socialisten noemden.
Een kenmerkende uitspraak is dan ook: Freedom is the freedom to say that two plus two make four. If that is granted, all else follows. Het gaat erom dat als de Partij zegt dat twee plus twee vijf is, dat dan de gehele geschiedenis in de archieven veranderd wordt, alsof ze nooit anders geweest is. Met andere woorden: twee plus twee is "wat de Partij zegt dat het is". Een paar partijleuzen uit het boek zijn:
- Oorlog is vrede (war is peace)
- Vrijheid is slavernij (freedom is slavery)
- Onwetendheid is kracht (ignorance is strength)

George Orwell weet dit met een heel heldere argumentering een kern van waarheid mee te geven. Verder zijn er de verschillende ministeries met hun opvallende namen: het Ministerie van Vrede houdt zich bezig met oorlogvoering, het Ministerie van Waarheid verricht geschiedvervalsing in de staatsarchieven om te zorgen dat de Partij altijd perfecte voorspellingen doet, het Ministerie van Overvloed (Engels: "Plenty") distribueert levensmiddelen en draagt zorg voor een laag levenspeil en het Ministerie van Liefde houdt zich bezig met totalitaire controle, straffen en martelen zodat alle onderdanen toegewijde volgelingen van Grote Broer (Engels: "Big Brother") worden (als ze dat al niet zijn).
Een van de middelen waarmee de Partij de greep op de burgers probeert te houden is een nieuwe taal: Nieuwspraak (in het originele Engelse boek als 'Newspeak' aangeduid). Nieuwspraak is een extreem gecomprimeerde vorm van de Engelse taal, waarin alle woorden die een negatieve werking voor de Partij zouden kunnen hebben zijn geschrapt of een andere betekenis gekregen hebben. Het onder woorden brengen van 'misdenk' (Nieuwspraak voor 'onjuiste meningen' Engels: crimethink) wordt hiermee bij voorbaat onmogelijk gemaakt.
1984 is daarmee ook een boek over taal en semantiek. Wanneer woorden hun betekenis verliezen en mensen niet over voldoende woorden beschikken om hun gedachten uit te kunnen drukken, kunnen zij niet alleen niet meer spreken maar ook niet meer denken.
Het regime weet in het boek zelfs in het hoofd van de hoofdpersoon door te dringen, en hem ten slotte van de Staat en Partij te laten houden. Gedrag wordt volledig voorgeprogrammeerd. Romantische krachten als liefde en tradities worden volledig uitgewist. Een zeer grimmige parallel wordt getrokken met Stalins Rusland. Big Brother zou voor Jozef Stalin kunnen doorgaan, Emmanuel Goldstein voor Leon Trotski. Op een gegeven moment komt de hoofdpersoon oude bekenden tegen in de gevangenis, waarvan sommigen zelfs verraden zijn door hun eigen kinderen (ook dit kwam voor in Stalins Rusland: het betreffende kind kreeg hiervoor direct een onderscheiding).
De lezer zal niets meer voor waar aan kunnen nemen. Is de oorlog wel werkelijk aan de gang, of schiet de regering zelf de raketten af om de bevolking gedwee te houden? Is het boek van Goldstein wel werkelijk van Goldstein? Bestaan Big Brother en Emmanuel Goldstein wel? De hoofdpersoon leeft als in een (nare) droom.

## Belangrijkste personages
- Winston Smith - een lager lid van de regerende partij in Londen in de nabije toekomst. Een magere, kwetsbare, beschouwende, intellectuele en fatalistische negenendertigjarige man. Winston haat de totalitaire controle en gedwongen repressie die kenmerkend zijn voor zijn regering. Hij koestert revolutionaire dromen.
- Julia - Winstons geliefde, een mooi donkerharig meisje dat werkt op de fictieafdeling van het ministerie van Waarheid. Julia houdt van seks en beweert affaires te hebben gehad met veel partijleden. Julia is pragmatisch en optimistisch. Haar rebellie tegen de partij is klein en persoonlijk, voor haar eigen plezier, in tegenstelling tot de ideologische motivatie van Winston.
- O'Brien - een mysterieus, krachtig en verfijnd lid van de Kernpartij waarvan Winston gelooft dat hij ook lid is van het Broederschap, de legendarische groep anti-partij rebellen.

## Het verhaal

### Deel 1 (Hoofdstuk 1 - 8)
Op de eerste pagina´s van het eerste hoofdstuk wordt door een verteller in de verleden tijd aan de lezer het leven getoond van de hoofdpersoon Winston Smith en diens situatie geschetst in de dictatuur Oceanië waarin hij leeft, een duistere superstaat die in een staat van oorlog verkeert met andere superstaten: aan muren in de openbare ruimte hangen portretten van een leider met de waarschuwende tekst ¨Grote Broer ziet u¨, er bestaat een gevreesde Gedachtepolitie (ook wel: Denkpolitie) die burgers ongemerkt afluistert om hen te betrappen op een blijk van incorrecte opvattingen of illegale oppositie en er is een planeconomie met Driejarenplannen die moeten worden vervuld. Er bestaat een politiek correcte taal die Nieuwspraak wordt genoemd.
Deze hoofdpersoon Winston Smith is een lagere partijmedewerker in het ministerie van Waarheid dat zich in deze dictatuur bezighoudt met propaganda en geschiedvervalsing. Zijn taak is het aanpassen van de krantenarchieven. Als Partijmedewerker staat hij bloot aan strenge controle, tot in zijn eigen flat, met behulp van een 'telescherm'. Het leven is saai en kleurloos. Hij woont in Londen, hoofdstad van de provincie Luchtstrook 1 van Oceanië. Dit land is voortdurend in oorlog.
Oorlogvoering is een doel op zich voor de staten van de wereld van Winston Smith. Met beroep op de oorlog en de oorlogseconomie worden levensmiddelen gedistribueerd en vrijheden beknot. Hierin kan men een parallel zien met de politieke situatie van de jaren veertig en vijftig, maar wellicht ook met hedendaagse ontwikkelingen.
Het keurslijf waarin hij moet lopen gaat hem meer en meer tegenstaan. Op een gegeven moment doet hij iets ongehoords: hij koopt een dagboek en begint hierin zijn gedachten op te schrijven. Deze zijn volgens hem het enige wat de Partij niet van hem kan afpakken of kan manipuleren.

### Deel 2 (Hoofdstuk 1 - 10)
Winston ontmoet Julia, op wie hij verliefd wordt. Zij is, hoewel naar buiten een fanatieke partijmedewerkster, ook iemand die genoeg heeft van het maatschappelijk keurslijf en twijfelt aan de door de Partij opgelegde normen en waarden. Ze gaan met elkaar naar bed. Ook dit is ongehoord, daar seks voor de voortplanting moet dienen, en niet voor het plezier. Ten einde raad nemen ze contact op met O'Brien, een hoger Partijlid die tevens lid is van het Verzet. Hij geeft Winston een boek van Emmanuel Goldstein, de gevluchte tegenstander van Grote Broer, waarin ENGSOC vernietigend bekritiseerd wordt.

### Deel 3 (Hoofdstuk 1 - 6)
De Gedachtepolitie, die afwijkende ideeën bestrijdt, krijgt hen uiteindelijk te pakken. O'Brien blijkt een agent te zijn en neemt zelf de ondervraging en marteling ter hand. Goldsteins boek blijkt door hemzelf geschreven te zijn. Op de vraag van Winston of Grote Broer wel bestaat, krijgt hij een ontwijkend antwoord. Op zijn vraag waar het nu eigenlijk om gaat, krijgt hij wel antwoord: macht. Dit betekent voor hem onder meer dat hij niet zelf mag uitmaken of twee plus twee vier is. Winston wordt gemarteld, mentaal afgebroken, geïndoctrineerd en uitgeleverd aan zijn grootste angst: ratten; niet alleen om hem te laten bekennen dat hij twijfelde aan de officiële waarheid, maar ook om hem de Partij en Grote Broer te doen liefhebben.
Na deze behandeling wordt Winston vrijgelaten en vinden we hem terug in een café. Het telescherm roept met veel fanfare iets over een grote militaire overwinning in Afrika. Aan het einde van het verhaal dagdroomt Winston, zittend in het café dat hij een nekschot krijgt in het ministerie van Liefde, het nekschot dat hem door O'Brien was 'beloofd'. Aan het einde van het boek denkt Winston: 'Ik heb de overwinning behaald op mezelf. Ik heb Grote Broer lief.'

## Samenleving beschreven in de roman

### Wereldorde  van 1984

De grenzen van de drie superstaten worden niet duidelijk genoemd. De vierhoek Tanger, Brazzaville, Darwin, Hong Kong wordt als betwist gebied aangegeven.

De wereld is verdeeld in drie superstaten. Oceanië met zijn 300 miljoen inwoners is opgebouwd rond de Verenigde Staten en Engeland, Eurazië omvat Rusland en het Europese continent, Oostazië gaat over China en Japan.
De drie superstaten zijn voortdurend met elkaar in oorlog, in wisselende allianties. Het machtsevenwicht blijft ongeveer gelijk, want de tegenstanders kunnen elkaar nooit verslaan. Elk van de drie staten is onoverwinnelijk. Het grondgebied dat de kern van elke superstaat vormt, blijft steeds onaangetast. Nooit wordt een invasie van vijandelijk grondgebied ondernomen. De heersende klasse loopt niet langer het gevaar de oorlog te verliezen.
De drie superstaten hebben geen materiële redenen om te vechten, want iedereen heeft voldoende arbeid, kapitaal en grondstoffen. De levensomstandigheden zijn in alle drie vrijwel gelijk. Ze hebben geen ideologische redenen om te vechten, want de drie wijsgerige stelsels zijn nauwelijks van elkaar te onderscheiden. In Oceanië heet de heersende filosofie Engels Socialisme, in Eurazië Neo-Bolsjevisme en in Oostazië Doodsverering of Zelfvernietiging. Overal heeft de maatschappij dezelfde piramidale structuur, hetzelfde gecentraliseerde bestuur, dezelfde verering van een halfgod-leider. Ze houden elkaar overeind, als drie korenschoven.
Er wordt voornamelijk gevochten voor de onuitputtelijke reserves aan goedkope arbeidskrachten van Afrika, Arabië en Indië. Gedeelten ervan gaan voortdurend in andere handen over. De oorlog heeft beperkte doelstellingen, wordt gevoerd met weinig mensen en de verliezen zijn gering. Geen van de drie superstaten waagt ooit een manoeuvre die het risico van een ernstige nederlaag inhoudt. Gebieden veroveren gebeurt door een combinatie van vechten, onderhandelen en goed getimed verraad.

### Geschiedenis van Oceanië
In het begin van de 20e eeuw zag men de toekomstige maatschappij als ongelooflijk rijk, maar in 1984 is de wereld als geheel primitiever dan vijftig jaar eerder. Omstreeks de jaren dertig werden de politieke opvattingen over de hele linie harder en tegen de jaren veertig waren alle hoofdstromingen van het politieke denken autoritair geworden. Iedere nieuwe politieke theorie kenmerkte zich door hiërarchie en strenge ordehandhaving. Gevangenschap zonder proces, uitbuiting van krijgsgevangenen als slaven, openbare terechtstellingen, gijzeling en deportatie van hele bevolkingsgroepen werden weer als normaal beschouwd. Na WO II was er een periode van vrede geweest.
In de jaren vijftig begon de Partij aan een heroïsche Revolutie en sindsdien was er letterlijk onafgebroken oorlog geweest. In de jaren vijftig zijn er enkele honderden atoombommen gedropt, maar iedereen zag in dat dat ook hun ondergang zou betekenen. Pas na een tiental jaren van oorlog, burgeroorlog, revolutie en contrarevolutie kwamen het Engels Socialisme en zijn rivalen tevoorschijn als volledig uitgewerkte politieke theorieën. In het midden van de jaren zestig werden de oorspronkelijke leiders van de Revolutie weggezuiverd. Toen werd er in Oceanië voor het eerst gewag gemaakt van Grote Broer. Tegen 1970 was hij de enige die nog overbleef. In de Partij zelf waren niet veel mensen meer over wier denkbeelden vóór de Revolutie gevormd waren.

### Hiërarchie van Oceanië
Achter het masker van Grote Broer heerst de Partij over het proletariaat van Oceanië. Rechtzinnige militanten helpen mee om de macht en de ideologie in stand te houden.

#### Grote Broer
Grote Broer staat aan de top van de piramide. Hij is onfeilbaar en almachtig. Zijn stijl is militaristisch en betweterig. De bevolking van Oceanië kent Grote Broer vooral van de reusachtige posters op straat met de ondertitel “Grote Broer ziet u.” Een grote kop, zwart haar, zwarte snor, indringende ogen, vol macht en mysterieuze rust. Altijd slaan die ogen je gade en altijd houdt die stem je in haar greep. Zijn beeld is alomtegenwoordig, op geld, postzegels, sigarettenpakjes... Niemand heeft Grote Broer ooit gezien, dus hij bestaat niet eens. Grote Broer is slechts het masker waarachter de Partij zich aan de wereld wenst te tonen.
Winston Smith loopt door Londen: “Hij keek naar het portret van Grote Broer. De hypnotiserende ogen keken in de zijne. Het was of een geweldige kracht je neerdrukte – iets dat tot binnen in je schedel doordrong, op je hersens inbeukte, je van angst je overtuigingen liet verliezen, je bijna zover bracht dat je je zintuiglijke ervaringen loochende.”

#### Partij
De twee doelstellingen van de Partij zijn het hele aardoppervlak veroveren en het onafhankelijke denken vernietigen. De Partij heeft drie leuzen: Oorlog is vrede, Vrijheid is slavernij en Onwetendheid is kracht. De Partij is verdeeld in twee afdelingen: de Kernpartij en de Randpartij. De Kernpartij is beperkt tot minder dan 2% van de bevolking, terwijl de Randpartij 13% van de bevolking beslaat. Slappelingen worden uit de Kernpartij verwijderd en eerzuchtige leden van de Randpartij worden onschadelijk gemaakt door hen te laten opklimmen. Toelating tot een der beide partijafdelingen geschiedt op grond van een examen dat op zestienjarige leeftijd afgenomen wordt. De Partij wil haar macht niet erfelijk overdragen aan de eigen kinderen, maar aan mensen die overtuigd meehelpen om hun levensbeschouwing in stand houden.
Het partijlid is een goedgelovige en onwetende fanaticus wiens overheersende gemoedsgesteldheid bestaat uit vrees, haat, aanbidding en het orgasme van de overwinning. Een partijlid moet leven in een voortdurende roes van haat jegens buitenlandse vijanden en binnenlandse verraders, in zelfvernedering jegens de Partij. Dit is de mentaliteit die het best past bij een oorlogstoestand. Alleen in de gelederen van de Partij vindt men de ware geestdrift voor de oorlog. Juist in de Kernpartij zijn oorlogshysterie en haat jegens de vijand het sterkst. De ontevredenheid die een gevolg is van hun kaal, onbevredigend bestaan, wordt weloverwogen naar buiten geprojecteerd en afgereageerd.
De overtuigingen en standpunten die van een partijlid verlangd worden, zijn voor een groot deel nooit duidelijk geformuleerd. Hij moet zonder erover na te denken weten wat de juiste overtuiging of de wenselijke emotie is. Van een partijlid wordt niet alleen verlangd dat hij er de juiste opinies op na houdt, maar ook de juiste instincten. Hij moet in staat zijn om de juiste opvattingen even automatisch te spuien als de kogels uit een mitrailleur. Hij is onwillig en onbekwaam tot al te diep nadenken over welk onderwerp ook. Bij een partijlid kan zelfs de geringste afwijking in het denken over het geringste onderwerp niet geduld worden.

#### Proles
De Partij predikt een minachting voor het proletariaat, dat 85% van de bevolking omvat. In haar ogen zijn het wezens van een lagere orde die onder de knoet moeten gehouden worden. Er is veel minder contact tussen de diverse klassen dan onder het kapitalisme. Proletariërs staat men in de praktijk niet toe lid van de Partij te worden. De meest begaafden onder hen, die mogelijk een haard van ontevredenheid zouden kunnen worden, haalt de Denkpolitie er eenvoudig uit om ze te liquideren.
Wat voor opinies de massa erop na houdt, wordt als onbelangrijk beschouwd. Er wordt geen poging gedaan ze de ideologie van de Partij bij te brengen. Van de proletariërs valt niets te vrezen; ze slikken gewoon alles. Normaal richt de aandacht van de proles zich uitsluitend op hun dagelijkse zorgen. Er is geweldig veel misdaad in Londen, maar omdat dit alles zich afspeelt onder de proles is het onbelangrijk.

### Ministeries van Oceanië
Oceanië wordt geleid vanuit vier ministeries. Het Ministerie van Vrede houdt zich bezig met oorlog, het Ministerie van Liefde met marteling, het Ministerie van Welvaart met uithongering en het Ministerie van Waarheid met leugens.

#### Ministerie van Vrede
Het Ministerie van Vrede gaat over oorlog voeren. De oorlog is eigenlijk een zuiver binnenlandse aangelegenheid. Ze wordt door de heersende klasse gevoerd tegen de eigen onderdanen. Het doel van de oorlog is niet land te veroveren, maar de structuur van de samenleving intact te houden. Oorlog helpt mee om de speciale sfeer te handhaven die elke totalitaire maatschappij nodig heeft. De toename van de welvaart dreigde de hiërarchie te vernietigen. Het doel is de vooruitgang tot stilstand te brengen. De grote massa moet afgestompt blijven door armoede en mag zich niet ontwikkelen en zelfstandig leren denken. Een totalitaire maatschappij is alleen mogelijk op basis van armoede en onwetendheid. De enige manier om dat te bereiken was in de praktijk de aanhoudende staat van oorlog. In die omstandigheden lijkt het afstaan van de macht aan een kleine kaste de natuurlijkste en onvermijdelijke voorwaarde voor overleving.

#### Ministerie van Liefde
Het Ministerie van Liefde gaat over de staatsveiligheid. In Oceanië is niets onwettig, want er bestaan geen wetten. Gedachten en daden die bij ontdekking een gewisse dood betekenen, zijn niet formeel verboden. Berucht is de Denkpolitie die voortdurend op zoek is naar politieke tegenstanders. Er gaat geen dag voorbij zonder dat de Denkpolitie spionnen en saboteurs ontmaskert. Het is de opdracht van de Denkpolitie om mensen uit te schakelen op het moment dat ze nog maar dissidente gedachten hebben.
De Denkpolitie beschikt over het telescherm, een ontvang- en zendtoestel dat op publieke plaatsen en in de huiskamer van partijleden staat. Deze metalen plaat wordt gebruikt voor propaganda en iedereen kan op elk moment gehoord en gezien worden. Er hangen overal verborgen microfoons. Op het platteland is het niet veiliger dan in de stad. Brieven worden gecensureerd, kinderen verklikken hun ouders, arrestaties, geen publiek proces, geen rechtbank, vernederingen en martelingen. Iemand die eenmaal afgedwaald is, wordt nooit gespaard. Vast staat dat de dood altijd onverwacht komt. Je wordt opgeruimd, vernietigd, gevaporiseerd.
Emmanuel Goldstein, ooit een vooraanstaande figuur van de Partij geweest, is nu de leider van het schimmige Broederschap, een samenzwering tegen de Partij. Tijdens de dagelijkse Twee Minuten Haat wordt de oerverrader Goldstein opgevoerd voor de partijleden als de Vijand van het Volk. Met zijn mager joods gezicht is hij het toonbeeld van verachtelijkheid. Het is onmogelijk om je niet te laten meeslepen in de collectieve haat en razernij. De Partij wenst de volledige en definitieve uitroeiing van het Goldsteinisme. Maar Goldstein bestaat niet eens, de Partij heeft hem zelf uitgevonden.
De Partij wil van zijn politieke tegenstanders geen martelaren maken. De middeleeuwse inquisitie was een mislukking, omdat alle glorie ten deel viel aan het slachtoffer en alle schande aan de inquisiteur. De Duitse nazi’s en de Russische communisten maakten de fout om valse bekentenissen af te dwingen. Dat soort vergissingen maakt de Partij niet. Er komen geen openbare processen voor de politieke tegenstanders. Het nageslacht zal nooit van hen horen. En alle bekentenissen die worden afgelegd zijn waar.

#### Ministerie van Welvaart
Het Ministerie van Welvaart gaat over de economie. Het economisch systeem bestaat door en voor oorlogvoering. De oorlog verbruikt de productiecapaciteit van de industrie die anders gebruikt zou kunnen worden om consumptiegoederen te produceren en de levensstandaard van de bevolking te verhogen. De monopolie-economie voorziet enkel in de noodzakelijkste levensbehoeften van de bevolking via driejarenplannen. Telkens weer is er een of ander onmisbaar artikel dat de partijwinkels niet kunnen leveren. Hoewel de leden van de Kernpartij soms producten van betere kwaliteit hebben, ontkomen zelfs zij moeilijk aan de algemene schaarste. Werkweken van 60 uur en meer zijn normaal. In het huidige Oceanië heeft de wetenschap vrijwel opgehouden te bestaan.

#### Ministerie van Waarheid
Het Ministerie van Waarheid gaat over propaganda. De Partij is te allen tijde in het bezit van de absolute waarheid en verspreidt die via nieuws, ontspanning, opvoeding en schone kunsten. Binnen het afzonderlijke universum van Oceanië kan men vrijwel elke verdraaiing van het denken ongestraft uitvoeren. De leugen wordt waarheid.
Er is maar één ware versie van de geschiedenis. Als de Partij een nieuwe versie verkondigt, moet elke vorm van documentatie die ooit enige politieke betekenis kan bevatten, aangepast worden. De oude kranten, boeken, tijdschriften, films, geluidsopnamen en foto’s worden verbrand in het buizenstelsel van de zogenaamde geheugengaten. Een nieuw exemplaar komt in de archieven terecht. Standbeelden, opschriften, gedenkstenen, de namen van straten – alles wat licht zou kunnen werpen op het verleden, wordt systematisch veranderd. De herziening van het verleden moet de onfeilbaarheid van de Partij beschermen. Van gedachten of zelfs van politiek veranderen is namelijk een teken van zwakte. De geschiedenis is een perkament dat schoongekrabd wordt en opnieuw beschreven, zo vaak als nodig is.

### Engels Socialisme
Het Engels Socialisme is voortgekomen uit de vroegere socialistische beweging en steunde op de gesalarieerde middenstand en de hoogste lagen van de arbeidersklasse. Na de afschaffing van het particuliere eigendom werd het collectivisme ingevoerd. Collectief is de Partij eigenares van alles in Oceanië. Dit betekent in werkelijkheid dat de concentratie van het bezit in veel minder handen is dan voorheen.
Bij elke variant van het socialisme werden de oorspronkelijke doelen van vrijheid en gelijkheid steeds openlijker losgelaten. Het Engels Socialisme heeft bewust ten doel onvrijheid en ongelijkheid te handhaven. Sinds het begin van de 20e eeuw was de menselijke gelijkheid technisch mogelijk geworden. Er bestond geen behoefte meer aan klassenverschillen of aan grote tegenstellingen in rijkdom. Maar menselijke gelijkheid is een gevaar dat afgewend moet worden.
De Partij is vast van plan om zijn machtspositie te behouden. Het bewind van de Partij is eeuwig en kan op geen enkele manier omvergeworpen worden. Ze zijn minder hebzuchtig en pronkerig dan de kapitalisten, maar wel meer belust op zuivere macht. Met bewuste tactieken laten ze zich niet meer van de macht verdrijven. Het grootste gevaar voor de Partij schuilt in de eigen rangen. Er kan zich een nieuwe groep bekwame lieden afscheiden, met onvoldoende werk en een honger naar macht. Er kan zich een groeiende twijfel en vrijheidsstreven voordoen in de eigen gelederen. Daarom is het eigenlijk een probleem van voortdurende beïnvloeding van het bewustzijn, zowel van de heersende klasse als van de grotere uitvoerende klasse, die daar onmiddellijk onder staat. Uiteindelijk is de geestelijke instelling van de heersende klasse zelf de beslissende factor of ze al dan niet de macht kan behouden.
De Partij streeft naar het ideaal van eenvormigheid. De Partij wil niet alleen volstrekte gehoorzaamheid aan de wil van de staat, maar ook een totale gelijkvormigheid van mening over alle onderwerpen. Onbewuste rechtzinnigheid en waanzinnige goedgelovigheid. De grootste ketterij is gezond verstand. Er mag geen denken bestaan; er is zelfs geen behoefte aan denken. Om die reden is Nieuwspraak ingevoerd als de officiële taal van Oceanië. Dit expressiemiddel voor de wereldbeschouwing moet de denkruimte beperken en alle andere manieren van denken onmogelijk maken. Er worden nieuwe woorden bedacht, maar het gaat vooral over het vernietigen van bestaande woorden, hun betekenissen en bijbetekenissen. Woorden als vrijheid, gelijkheid, rechtvaardigheid, zedelijkheid, internationalisme, democratie, wetenschap en godsdienst bestaan gewoon niet meer. Iedereen spreekt mekaar aan met kameraad, iedereen gaat naar het Gemeenschapshuis. Contact met buitenlanders is onmogelijk. Het ideale lichaamstype van de Partij – grote, gespierde jongens en volboezemige meisjes, blond, vitaal, zongebruind en zorgeloos – vind je nergens in Oceanië.

### Gevoelswereld
In alle landen heerst een voortdurende en universele oorlogshysterie. De maatschappelijke sfeer is die van een belegerde stad. De heersende geestestoestand is gecontroleerde waanzin. Geen emotie is zuiver, omdat alles vermengd is met vrees, haat en pijn. Er bestaan geen waardige emoties in Oceanië. Een mens leert er om nooit emoties te tonen, want de Denkpolitie bestudeert de gelaatsuitdrukkingen, gebaren en stembuigingen tot in de kleinste bijzonderheden. Ze is altijd op zoek naar tekenen van verzet, van opstandigheid. De Partij kan niet verdragen dat je gelukkig bent. Wie gelukkig is, houdt zich niet meer bezig met de doelstellingen van de Partij.
Seks is normaal tussen man en vrouw binnen het huwelijk, met als enig doel de verwekking van kinderen en zonder lichamelijk genot voor de vrouw. “Onze plicht jegens de Partij.” Geslachtsverkeer voor eigen genoegen is een seksueel misdrijf. Een echte liefdesverhouding is vrijwel ondenkbaar; echtscheiding is verboden. Maar losbandigheid is zo erg nog niet, zolang het maar stiekem en vreugdeloos blijft. De Partij vervaardigt zelf goedkope pornografie voor de proles, die in de waan gebracht wordt dat ze iets clandestiens koopt.

### Gedachtewereld
Volgens de Partij bestaat de werkelijkheid enkel in de menselijke geest. De werkelijkheid zit binnen in de schedel en nergens anders. Er bestaat geen objectieve realiteit buiten de mens. Alle gebeurtenissen vinden plaats in de geest. Er is niets waartoe de mens niet in staat is. Onzichtbaarheid, levitatie – alles. De mens kan als een zeepbel van de vloer omhoog zweven, als hij dat wil. Hij is niet gebonden door de natuurwetten. “Wij maken de natuurwetten! Wij maken de menselijke natuur! Wij beheersen het leven!”
Wat de Partij als waarheid beschouwt, is waarheid. Het is niet mogelijk de werkelijkheid anders te zien dan via de ogen van de Partij. De Partij stelt zich niet tevreden met negatieve gehoorzaamheid, zelfs niet met de meest abjecte onderdanigheid. Ze richt haar aandacht op het menselijke denken en wil alle geheugens beheersen. Wie zich onderwerpt aan de Partij, is geestesgezond. Wie zich verzet, is krankzinnig. Ze vernietigt haar vijanden niet alleen, ze verandert ze ook. De dissidenten ondergaan een indoctrinatie, een hersenspoeling. “Om je te genezen! Om je geestelijk gezond te maken!” Daar zijn drie kernbegrippen voor ingevoerd:
- Misstop: is het vermogen om instinctief halt te houden voor de drempel van elke gevaarlijke gedachte. De geest moet een blinde vlek ontwikkelen zodra een gevaarlijke gedachte opduikt. De reactie hoort automatisch te zijn, instinctief.
- Zwart-wit: betekent dat je op slag je mening moet aanpassen aan het oordeel van de Partij. Als de Partij omschakelt tussen zwart en wit, moet je onmiddellijk volgen. Een zwarte tegenstander blijkt opeens een witte medestander; een witte partijgenoot blijkt opeens een zwarte verrader. Via zwart-wit aarzel je geen moment.
- Dubbeldenk: is het vermogen om er in de geest tegelijkertijd twee tegenstrijdige overtuigingen op na te houden en ze allebei te aanvaarden. Het moet een bewust proces zijn, anders zou het niet nauwkeurig genoeg zijn, maar het moet ook een onbewust proces zijn, anders zou het een gevoel van bedrog en schuld met zich meebrengen. Opzettelijke leugens vertellen terwijl men er oprecht in gelooft, elk feit dat hinderlijk geworden is vergeten, om het vervolgens, als het weer nodig is, uit de vergetelheid terug te roepen zolang dat nodig is, het bestaan van een objectieve werkelijkheid ontkennen en steeds rekening houden met de werkelijkheid die men ontkent. Men knoeit met de werkelijkheid, maar door een nieuwe daad van dubbeldenk wist men deze kennis weer uit. Daardoor wemelt de officiële ideologie van tegenstrijdigheden, zelfs zonder praktische noodzaak. Het is een enorm systeem van mentaal bedrog. Je hebt een soort hersengymnastiek nodig, een vaardigheid om het ene moment de logica op uiterst spitsvondige wijze toe te passen en het volgende ogenblik de ogen te sluiten voor de meest primitieve inbreuken op de logica. Domheid is even noodzakelijk als intelligentie, en even moeilijk te bereiken.

## Actualiteit van 1949
De Russische dictator Jozef Stalin was in de Sovjet-Unie nog aan de macht toen 1984 in 1949 gepubliceerd werd. Het is niet moeilijk om Stalin te herkennen in Grote Broer. George Orwell was zelf een overtuigd socialist die droomde van de Socialistische Revolutie. Hij zag echter met lede ogen aan hoe de revolutionaire idealen van vrijheid en gelijkheid verraden werden en waarschuwde zijn tijdgenoten voor het gevaar van het stalinisme.
De troosteloze en kleurloze levensomstandigheden in het boek 1984 zijn niet alleen geïnspireerd op die van de Sovjet-Unie, maar ook op het uiterst sobere naoorlogse leven in Engeland, waar tot 1953 levensmiddelen en kleding waren gerantsoeneerd.

## Bewerkingen
Het boek 1984 is meerdere malen bewerkt voor film, televisie en toneel:
- 1984, een Amerikaanse televisieserie (1953)
- 1984, een film (1956)
- Theatre 625 (BBC): The World of George Orwell: 1984 (1965)
- 1984, een hoorspel (1967)
- Nineteen Eighty-Four, een film (1984)
- Nineteen Eighty-Four, een Britse televisieserie (1984)
- 1984, een toneelstuk geschreven door de Nederlandse toneelschrijver Jaap Postma als afstudeerproject aan de Theaterschool Utrecht (1984)
- 1984, een opera (2005)
- 1984, een toneelstuk geschreven door de Canadese toneelschrijver David Elendune
- 1984, een toneelstuk door Michael Gene Sullivan

## Verwijzingen
- In het verhaal Black Dossier van de stripserie The League of Extraordinary Gentlemen komt de wereld uit 1984 voor. In deze continuïteit hield het regime van Big Brother slechts stand tot 1956 en had slechts controle over het Verenigd Koninkrijk. Uit het verhaal blijkt dat Big Brother in werkelijkheid Harry Wharton is (een vroegere klasgenoot van de oud geworden Billy Bunter) en in 1952 werd vermoord door O'Brien.
- Het televisieprogramma Big Brother is vernoemd naar de Big Brother uit het boek. Ook in dit programma worden mensen voortdurend gevolgd door camera's.
- De reclamecampagne van Steve Jobs om de eerste Mac te lanceren.

## Citaat
Een beroemde catchphrase uit het boek is Big brother is watching you. Big Brother of Grote Broer is de nooit geziene, almachtige leider van het totalitaire bewind in Oceanië waar Winston Smith, de hoofdpersoon van het boek, woont.

## Trivia
- Oorspronkelijk zou het boek zich niet in 1984 afspelen maar in 1980. Door vertraging, grotendeels door ziekte, werd dit echter 1982 en uiteindelijk 1984.[1] De titel 1984 is een halve spiegeling van het jaar 1948, waarin Orwell het boek schreef.
- David Bowie had begin 1970 plannen om een musical te maken gebaseerd op 1984. Orwells weduwe weigerde echter de rechten beschikbaar te stellen. De meeste nummers voor dit project werden op de langspeelplaat Diamond Dogs (1974) uitgebracht.[2]
- Het boek 1984 werd in 1999 verkozen in Le Mondes 100 boeken van de eeuw en in Modern Library 100 Beste Romans en in 2002 in de lijst van Belangrijkste boeken uit de wereldliteratuur. In 2003 kwam het voor in de BBC-lijst The Big Read. Ook werd het verkozen in de Nederlandse Lijst van beste buitenlandse boeken.

## Uitgaven
- The Complete Works of George Orwell,[3] Engelse originele uitgaven
- Het boek werd in het Nederlands vertaald door Halbo C. Kool (1950) en beleefde 37 drukken (laatste in 1984).
- Het werd nogmaals vertaald door Tinke Davids (1984), ISBN 9789029587099.

- Bibliothèque nationale de France: cb119437788 (data)
- Gemeinsame Normdatei: 4099325-5
- Library of Congress Control Number: n82094035
- MusicBrainz work: 06ab9ebe-8c4a-41cf-87ee-590afb2ace39
- Bibliotheek van het Japanse parlement: 001360828
- Nationale Bibliotheek van Tsjechië: aun2012681411
- Nationale bibliotheek van Australië: 35401803
- Nationale Bibliotheek van Israël: 987007592630505171
- Nationale en Universitaire bibliotheek Zagreb: 000352247
- Système universitaire de documentation: 027384187
- Virtual International Authority File: 311544287